# District historique de Camp Misty Mount
Le district historique de Camp Misty Mount – ou Camp Misty Mount Historic District en anglais – est un district historique américain situé dans le comté de Frederick, dans le Maryland. Protégé au sein du Catoctin Mountain Park, il est inscrit au Registre national des lieux historiques depuis le 11 octobre 1989. Il comprend des bâtiments construits dans le style rustique du National Park Service.